# Presidenti del Pakistan
I presidenti del Pakistan dal 1956 (data della proclamazione della repubblica) ad oggi sono i seguenti.

## Lista
| Presidente | Presidente                               | Partito | Partito | Mandato                        |
| Presidente | Presidente                               | Partito | Partito | Inizio                         |
| ---------- | ---------------------------------------- | ------- | ------- | ------------------------------ |
|            | Iskander Mirza (1899–1969)               | 1956    | 1958    | Republican Party               |
|            | Ayyub Khan (1907–1974)                   | 1958    | 1962    | —                              |
|            | Ayyub Khan (1907–1974)                   | 1962    | 1965    | Pakistan Muslim League PML (C) |
|            | Fatima Jinnah (1893 —1967)               | 1965    | 1965    | Indipendente                   |
|            | Mohammad Afzal Cheema (1913–2008) Acting | 1962    | 1963    | —                              |
|            | Fazlul Qadir Chaudhry (1919–1973) Acting | 1963    | 1965    | Pakistan Muslim League (C)     |
|            | Ayyub Khan (1907 —1974)                  | 1965    | 1967    | Pakistan Muslim League (C)     |
|            | Ayyub Khan (1907 —1974)                  | 1967    | 1969    | Pakistan Muslim League (C)     |
|            | Fatima Jinnah (1893 —1967)               | 1967    | 1969    | Indipendente                   |
|            | Fatima Jinnah (1893 —1967)               | 1969    | 1969    | Indipendente                   |
|            | Yahya Khan (1917–1980)                   | 1969    | 1969    | —                              |
|            | Yahya Khan (1917–1980)                   | 1969    | 1971    | —                              |
|            | Zulfiqar Ali Bhutto (1928 —1979)         | 1971    | 1973    | Partito Popolare Pakistano     |
|            | Nurul Amin (1893 –1974)                  | 1972    | 1972    | Pakistan Muslim League         |
|            | Nurul Amin (1893 –1974)                  | 1972    | 1972    | Pakistan Muslim League         |
|            | Zulfiqar Ali Bhutto (1928 —1979)         | 1972    | 1973    | Partito Popolare Pakistano     |
|            | Habibullah Khan Marwat(1901 —1978        | 1973    | 1973    | Partito Popolare Pakistano     |
|            | Zulfiqar Ali Bhutto (1928 —1979)         | 1973    | 1973    | Partito Popolare Pakistano     |
|            | Fazal Ilahi Chaudhry (1904–1982)         | 1973    | 1978    | Partito Popolare Pakistano     |
|            | Habibullah Khan Marwat (1901—1978)       | 1977    | 1978    | Partito Popolare Pakistano     |
|            | Sheikh Anwarul Haq (1917–1995) Acting    | 1978    | 1978    | Partito Popolare Pakistano     |
|            | Fazal Ilahi Chaudhry (1904–1982)         | 1978    | 1978    | Partito Popolare Pakistano     |
|            | Sahibzada Farooq Ali(1931—2020)          | 1973    | 1978    | Indipendente                   |
|            | Muhammad Zia-ul-Haq (1924 —1988)         | 1978    | 1986    | —                              |
|            | Syed Fakhar Imam(1942—)                  | 1986    | 1986    | Indipendente                   |
|            | Muhammad Zia-ul-Haq (1924 —1988)         | 1986    | 1988    | –                              |
|            | Hamid Nasir Chattha(1944—)               | 1988    | 1988    | Indipendente                   |
|            | Ghulam Ishaq Khan (1915–2006)            | 1988    | 1990    | Indipendente                   |
|            | Gohar Ayub Khan(1937—2023)               | 1990    | 1990    | Indipendente                   |
|            | Ghulam Ishaq Khan (1915–2006)            | 1990    | 1993    | Indipendente                   |
|            | Wasim Sajjad (nato 1941) Acting          | 1993    | 1993    | Pakistan Muslim League (N)     |
|            | Farooq Leghari (1940–2010)               | 1993    | 1997    | Partito Popolare Pakistano     |
|            | Wasim Sajjad (nato 1941) Acting          | 1997    | 1998    | Pakistan Muslim League (N)     |
|            | Muhammad Rafiq Tarar (1929–2022)         | 1998    | 1999    | Pakistan Muslim League         |
|            | Elahi Bux Soomro(1962—)                  | 1999    | 1999    | Indipendente                   |
|            | Muhammad Rafiq Tarar(1929 –2022)         | 1999    | 2001    | Pakistan Muslim League         |
|            | Pervez Musharraf (1943—2023)             | 2001    | 2007    | —                              |
|            | Chaudhry Amir Hussain(1942 —)            | 2007    | 2007    | Pakistan Muslim League (Q)     |
|            | Pervez Musharraf (1943—2023)             | 2007    | 2008    | Pakistan Muslim League (Q)     |
|            | Muhammad Mian Soomro (nato 1950) Acting  | 2008    | 2008    | Pakistan Muslim League (N)     |
|            | Asif Ali Zardari (nato 1955)             | 2008    | 2013    | Partito Popolare Pakistano     |
|            | Farooq Naek                              | 2009    | 2009    | Indipendente                   |
|            | Asif Ali Zardari (nato 1955)             | 2009    | 2009    | Partito Popolare Pakistano     |
|            | Fahmida Mirza (1951 —)                   | 2009    | 2010    | Indipendente                   |
|            | Asif Ali Zardari (nato 1955)             | 2010    | 2013    | Partito Popolare Pakistano     |
|            | Mamnoon Hussain (1941–2021)              | 2013    | 2018    | Pakistan Muslim League (N)     |
|            | Nayyar Hussain Bukhari                   | 2013    | 2013    | Indipendente                   |
|            | Mamnoon Hussain (1941–2021)              | 2013    | 2014    | Pakistan Muslim League (N)     |
|            | Ayaz Sadiq                               | 2014    | 2014    | Indipendente                   |
|            | Mamnoon Hussain (1941–2021)              | 2014    | 2015    | Pakistan Muslim League (N)     |
|            | Raza Rabbani (1953 —)                    | 2015    | 2015    | Indipendente                   |
|            | Mamnoon Hussain (1941–2021)              | 2015    | 2018    | Pakistan Muslim League (N)     |
|            | Sadiq Sanjrani                           | 2018    | 2018    | Indipendente                   |
|            | Asad Qaiser(1969)                        | 2018    | 2018    | Pakistan Tehreek-e-Insaf       |
|            | Mamnoon Hussain (1941–2021)              | 2018    | 2018    | Pakistan Muslim League (N)     |
|            | Arif Alvi                                | 2018    | 2022    | Pakistan Tehreek-e-Insaf       |
|            | Sadiq Sanjrani                           | 2018    | 2022    | Indipendente                   |
|            | Sadiq Sanjrani                           | 2022    | 2022    | Indipendente                   |
|            | Arif Alvi                                | 2022    | 2023    | Pakistan Tehreek-e-Insaf       |
|            | Raja Pervaiz Ashraf                      | 2023    | 2023    | Indipendente                   |
|            | Sadiq Sanjrani                           | 2023    | 2023    | Indipendente                   |
|            | Asif Ali Zardari (nato 1955)             | 2023    | _       | Partito Popolare Pakistano     |